# ホース・ウィズ・ア・ハート
『ホース・ウィズ・ア・ハート』（Horse with a Heart）は、アルタンによる最初のスタジオ・アルバム。1989年にグリーン・リネット・レーベルから発売（日本ではミュージックシーンから発売）。

## 収録曲
1. リール・メドレー：ザ・カーリュー／マクダモッツ／スリー・スコーンズ・オブ・ボクシティ - "The Curlew"/"McDermott's"/"Three Scones of Boxty"/"Unnamed Reel" – 4:11
2. グレンシーの娘 - "The Lass of Glenshee" – 4:38
3. コン・キャシディとニール・ゴウのハイランド～モール＆ティアーナ～マクスウィニーズ・リール - "Con Cassidy's & Neil Gow's Highlands"/"Moll and Tiarna"/"Mcsweeney's Reel" – 4:27
4. ダーハムへの道 - "The Road to Durham" – 3:21
5. 希望の地 - "An t-Oileán Úr" – 2:33
6. アン・グリアナン～ホース・ウィズ・ア・ハート - "An Grianán/Horse With a Heart" – 3:01
7. 彼方の女 - "A Bhean Udal Thail" – 3:28
8. ウェルカム・ホーム・グライン～コン・マクギンレイズ - "Welcome Home Grainne"/"Con McGinley's" – 3:18
9. 疲れた心 - "Tuirse Mo Chroí" – 4:06
10. カム・イエー・バイ・アトール～キティー・オコーナー - "Come Ye by Atholl"/"Kitty O'Connor" – 3:11
11. 微風 - "An Feochán" – 4:45
12. リール・メドレー：パディーのスコットランド旅行～ディンキーズ～シェトランドのフィドル弾き - "Paddy's Trip to Scotland"/"Dinky's"/"The Shetland Fiddler" – 4:47

## パーソネル

### アルタン
- マレード・ニ・ウィニー (Mairéad Ní Mhaonaigh) - フィドル、ボーカル
- フランキー・ケネディ (Frankie Kennedy) - フルート
- ポール・オショネシー (Paul O'Shaughnessy) - フィドル
- キーラン・クラン (Ciarán Curran) - ブズーキ
- マーク・ケリー (Mark Kelly) - ギター

### ゲスト・ミュージシャン
- マリー・アスキン (Marie Askin) - ピアノ on "The Lass of Glenshee"
- フィル・カニンガム（Phil Cunningham) - キーボード、ホイッスル
- ドーナル・ラニー (Dónal Lunny) - バス・バウロン on "A Bhean Udaí Thall"
- コルム・マーフィー (Colm Murphy) - バウロン
- スティーヴ・ホワイト (Steve White) - パーカッション on "A Bhean Udaí Thall"